# Шубићи
Шубићи су били хрватски средњовековни великашки род који је управљао брибирском жупом до половине 15. века. Најистакнутији представник породице био је Павле Шубић. У првој четвртини 14. века Шубићи су владали деловима Босанске бановине.

## Историја
Брибир се данас налази у Далмацији у Републици Хрватској. Простире се на равном брегу око петнаест километара северозападно од Скрадина, у близини старог пута ка Задру који пролази кроз Бенковце. У римском периоду био је познат као Варварија. Имао је статус муниципијума. Византијски цар Константин Порфирогенит у 10. веку пише о Хрватима који су се населили у 7. веку на просторе Далмације и организовали се у једанаест земаља (жупанија) од којих је једна била и Брибир, на месту старе Варварије. У документима се вође ових племена називају principes Breberienses или кнезови Брибирски. Потицали су из племена Шубића. Шубићи су играли значајну улогу у 13. и 14. веку. Угарски краљ Бела IV потврдио је Шубићима држање Брибирске жупе 1251. године. Врхунац моћи Шубићи су доживели током владавине Павла I Шубића (1273—1312) који је био кнез Сплита и приморски бан, као и господар великих делова Босне са Хумском земљом. Павле се користио грађанским ратом у Угарској који је избио 1290. године након смрти Ладислава IV Куманца. Око круне су се борили Андрија III, унук Андрије II и Анжујци предвођени Карлом Мартелом. Сремски краљ Драгутин и његови син Владислав подржавали су Арпаде. Павле је повластице добијао од обојице претендената који су настојали да га привуку на своју страну. Потчинио му се и Хрватин Стјепанић, кнез Доњих Краја и родоначелник средњовековне великашке породице Хрватинића. Павле и његов брат Младен I, босански бан (1302—1304), воде рат против Стефана I Котроманића, Драгутиновог зета, који је са братом на банском престолу наследио Пријезду (између 1287. и 1290). Младен I је 1304. године погинуо у сукобу са босанским јеретицима те је Павле на бански престо поставио свога сина Младена II. (1304—1322). Након смрти Стефана Котроманића, његова удовица се са сином повлачи у Дубровник. Убрзо се, међутим, вратила у Босну код Младена II који је узео у заштититу малолетног Стефана II Котроманића кога 1314. године поставља на бански престо.
Користећи се сукобима Младена и Трогира и Шибеника (1319), угарски краљ Карло Роберт прогласио је Младена неверним вазалом и покренуо је рат против њега. Младен је истовремено водио и неуспешан рат са српским краљем Милутином (1282—1321). Хрватинови синови, Павле, Вукац и Вукослав, стају на страну угарског краља и Стефана Котроманића (кога је Карло Роберт узео у заштиту). Младен је поражен и лишен банског достојанства 1322. године. Шубићи након свргавања Младена губе највећи део својих територија. Ипак, одређене територије задржала су Младенова браћа и нећаци, Младен III, Павле III, Божидар, Јурај I Зрински. Брибир, Скрадин, Клис и Омиш били су и даље у њиховим рукама. Глава породице најпре је био Јурај II, а потом његов син Младен III. Младен је 1348. године умро од куге. Био је ожењен Јеленом, сестром српског цара Душана (1331—1355). Последњи брибирски кнез био је прапраунук Павла III, Јаков II. Обављао је и функцију хрватског подбана у време Карла Курјаковића Крбавског (1411—1413). Јаковљевом смрћу (1456) изумро је главни огранак Шубића.

## Чланови породице Шубић
- Стјепко Шубић - кнез Трогира

- Павле I Шубић (1245—1312) - кнез Брибира, хрватски бан и господар Босне

- Младен II Шубић (1270—1343) - кнез Брибира, хрватски бан и господар Босне
- Јурај II Шубић (1275—1330) - кнез Брибира и Сплита из тврђаве Клис

- Павле III Шубић (?-1356) - ожењен Катарином Дандоло
- Катарина Шубић - удата за Ивана Јуришића Брибирског
- Деодат Шубић (? - 1348)
- Младен III Шубић (1315—1348) - ожењен Јеленом Немањић

- Младен IV Шубић

- Сенко Шубић

- Радич
- Бјелак

- Катарина Шубић (? -1358) - удата за Болеслава III Великодушног

- Јелена Шубић (1306—1378) - удата за Владислава Котроманића

- Павле II Шубић (?-1346) - кнез Трогира и Островице, ожењен Јелисаветом Франкопан

- Јурај III Шубић (?-1362)

- Јелисавета - удата за Томаша од Корбавије
- Павле (1414)

- Прибко
- Катарина - монахиња

- Гргур I Шубић - кнез Шибеника

- Јурај I Шубић (1277—1302) - кнез Трогира, Шибеника и Нина

- Иван (1358)

- Младен I Шубић (?-1304) - бан Босне
- Станислава Шубић (?-1304) - монахиња
- ћерка (+1330) - удата за Ђакопа Тијепола